# Valerio Varesi
Pour les articles homonymes, voir Varesi.
Valerio Varesi, né le 8 août 1959 à Turin, est un écrivain et un journaliste italien, auteur de roman policier.

## Biographie
Il fait des études de philosophie à l'université de Bologne, puis devient journaliste à La Repubblica.
Admirateur de Giorgio Scerbanenco et du duo Fruttero et Lucentini, il publie, en 1998, Ultime notizie di una fuga, le premier roman d'une série consacrée aux enquêtes du commissaire Soneri. Le quatrième titre de la série, Le Fleuve des brumes (Il fiume delle nebbie), paru en 2003, raconte les investigations que mène Soneri sur l'apparent suicide d'un homme. Dans une vallée brumeuse du Nord de l'Italie, non loin de Parme, où la pluie a gonflé les eaux du Pô, le commissaire découvre que les habitants ruminent encore de vieilles rancunes qui remontent aux milices fascistes d'il y a cinquante ans. Les luttes féroces entre chemises noires et partisans ont déchaîné, dans les dernières années de la Seconde Guerre mondiale, des haines et des motifs de vengeances que le temps n'a pas apaisé.
Quatre des romans de Valerio Varesi, dont Le Fleuve des brumes, ont été adaptés pour la série télévisée italienne Nebbie e delitti.

## Œuvre

### Sériecommissaire Soneri
- Ultime notizie di una fuga (1998)
- Bersaglio, l'oblio (2000)
- Il cineclub del mistero (2002)
- Il fiume delle nebbie (2003) Publié en français dans une traduction de Sarah Amrani sous le titre Le Fleuve des brumes, Villenave-d'Ornon, Agullo Éditions, coll. « Agullo noir », 2016  (ISBN 979-10-95718-00-0)
- L'affittacamere (2004) Publié en français dans une traduction de Florence Rigollet sous le titre La Pension de la Via Saffi, Villenave-d'Ornon, Agullo Éditions, coll. « Agullo noir », 2017  (ISBN 979-10-95718-20-8)
- Le ombre di Montelupo (2005) Publié en français dans une traduction de Sarah Amrani sous le titre Les Ombres de Montelupo, Villenave-d'Ornon, Agullo Éditions, coll. « Agullo noir », 2018  (ISBN 979-10-95718-39-0)
- A mani vuote (2006) Publié en français dans une traduction de Florence Rigollet sous le titre Les Mains vides, Villenave-d'Ornon, Agullo Éditions, coll. « Agullo noir », 2019  (ISBN 979-10-95718-54-3)
- Oro, incenso e polvere (2007) Publié en français dans une traduction de Florence Rigollet sous le titre Or, Encens et Poussière, Villenave-d'Ornon, Agullo Éditions, coll. « Agullo noir », 2020  (ISBN 979-1095718758)
- La casa del comandante (2008) Publié en français dans une traduction de Florence Rigollet sous le titre La Maison du commandant, Villenave-d'Ornon, Agullo Éditions, coll. « Agullo noir », 2021
- Il Commissario Soneri e la mano di Dio (2009) Publié en français dans une traduction de Florence Rigollet sous le titre La Main de Dieu, Villenave-d'Ornon, Agullo Éditions, coll. « Agullo noir », 2022
- È solo l'inizio, commissario Soneri (2010) Publié en français dans une traduction de Florence Rigollet sous le titre Ce n'est qu'un début commissaire Soneri, Villenave-d'Ornon, Agullo Éditions, coll. « Agullo noir », 2023
- Il commissario Soneri e la strategia della lucertola (2014) Publié en français dans une traduction de Florence Rigollet sous le titre La Stratégie du Lézard, Villenave-d'Ornon, Agullo Éditions, coll. « Agullo noir », 2024
- Il commissario Soneri e la legge del Corano (2017)Publié en français dans une traduction de Gérard Lecus sous le titre L'Autre loi, Agullo Noir, 2025[1]
- La paura nell'anima (2018)
- Gli invisibili  (2019)
- Reo confesso (2021)

### Autres romans et ouvrages
- Il labirinto di ghiaccio (2003)
- Le imperfezioni (2007)
- Mussolini, in AA. VV. (2008)
- Il paese di Saimir (2009)
- Africa (2011)
- La sentenza (2011)
- Il rivoluzionario (2013)
- (it) Contrebandiers, Points, 2025, trad. Serge QuadruppaniÉcrit avec Michèle Pedinielli.

## Adaptation à la télévision
- 2005 : Nebbie e delitti, première saison (4 épisodes) de la série télévisée italienne réalisée par Riccardo Donna, et diffusée sur Rai 2, avec Luca Barbareschi dans le rôle du commissaire Soneri. La première saison offre des adaptations des romans Il fiume delle nebbie (épisode 1), L'affittacamere (épisode 2), Bersaglio, l'oblio (épisode 3) et Il cineclub del mistero, ce dernier sous le titre I segreti delle donne (épisode 4). La série compte 14 épisodes qui s'étend sur trois saisons (2005-2009), mais à partir de la deuxième saison (2007), les scénarios ne reprennent que les personnages de Valerio Varesi sans avoir recours à l'intrigue de ses romans.

## Prix et récompenses

### Nominations
- Prix Strega pour Le Fleuve des brumes (Il fiume delle nebbie)[2]
- International Dagger Award 2011 pour Il fiume delle nebbie[3]
- International Dagger Award 2012 pour Le ombre di Montelupo[3]
- Grand prix de littérature policière 2023 (roman étranger) pour Ce n'est qu'un début commissaire Soneri[4]